# Joel Griffiths
Joel Griffiths (Sydney, 1979. augusztus 21. –) ausztrál válogatott labdarúgó.

## Nemzeti válogatott
Az ausztrál válogatottban 3 mérkőzést játszott, melyeken 1 gólt szerzett.

## Statisztika
| Ausztrál válogatott | Ausztrál válogatott | Ausztrál válogatott |
| Időszak             | Mérk.               | gól                 |
| ------------------- | ------------------- | ------------------- |
| 2005                | 1                   | 1                   |
| 2006                | 1                   | 0                   |
| 2007                | 0                   | 0                   |
| 2008                | 1                   | 0                   |
| Összesen            | 3                   | 1                   |